# 林献堂
林 献堂（林 獻堂、りん けんどう、1881年12月3日 - 1956年9月8日）は、日本統治時代の台湾の民族運動指導者、実業家。名を朝琛、号を灌園と称する。「台湾議会之父」とも称される。
台湾文化協会総理、大東信託株式会社社長、台湾地方自治聯盟顧問、貴族院議員、台湾省参議会議員などを歴任した。

## 生涯

### 出自
彰化県阿罩霧荘（現在の台中市霧峰区）の名家霧峰林家に生まれる。霧峰林家は、板橋林本源家と並ぶ資産家であり、霧峰林家の歴史は清朝期台湾の漢族開拓史の縮図である。父は、清末の挙人林文欽である。献堂が15歳のとき、日本の台湾占領を迎える。このとき父が、抗日義勇軍を組織したので、一家で一時泉州に逃れた。

### 梁啓超との邂逅と台中中学の実現
1907年（明治40年）、奈良に旅行した際、中国維新運動の指導者で献堂が尊敬する梁啓超と偶然出会った。献堂は「われわれは異民族の統治下にあって、政治では差別を受け、経済では搾取され、法律では不平等である。特に悲しいのは愚民教育に甘んじる他ないことである。このような境遇下でわれわれは何をすべきか。」と嘆いた。梁は「今の中国には台湾を救う力はなく、諸君らを助けることはできなかった。学ぶべき最良の例はアイルランドの抗英運動である。アイルランド人も最初暴動をおこしたが警察から軍隊まで使われ徹底的に弾圧された。そこでまずイギリスの朝野と結んで圧力を徐々に軽くしていき、やがて参政権を獲得し、イギリス人と対等に振る舞えるようになった。この例は諸君の参考にならないか。」との助言を得た。この助言が、献堂の、まず平和的手段により法的平等や経済的平等を得た上で、日本の議会に台湾の代表を送り込み、日本の植民地政策に影響を与えるようにすべきという穏健的な民族運動路線の原則となる。1910年（明治43年）、台湾三大詩社の一つである櫟社に参加した。1913年（大正2年）、台湾北部・中部の人々と共に台湾総督府に対し、台湾人の出資による中学校設立を請願し、1915年（大正4年）5月創設の公立台中中学（現在の台中一中の前身）の実現に尽力した。

### 「台湾同化会」設立から「新民会」設立まで

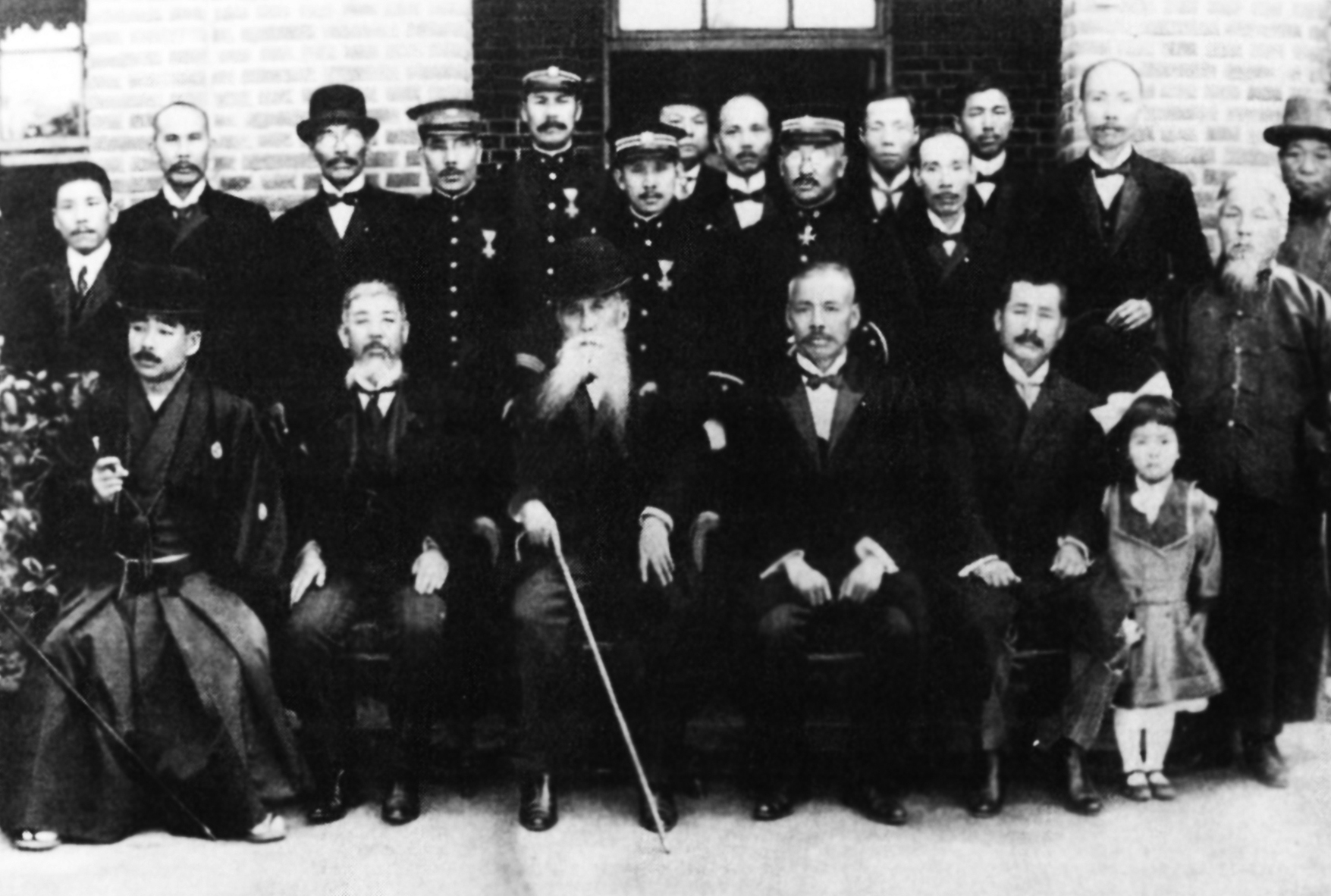
板垣退助、林献堂（後列右から2人目）台湾にて撮影

1914年（大正3年）3月、板垣退助を台湾に招待し、板垣の呼びかけに応じ、「台湾同化会」の創設に尽力し、同年12月20日「台湾同化会」を発足させた。この会は、表向きは台湾人の日本人への同化を標榜するが、参加した台湾人の真の目的は、台湾人の待遇改善であった。そのため翌1915年1月には、台湾総督府の強い圧力により解散させられた。「台湾同化会」は、わずかに2か月の活動期間であった。その後献堂は、日本に渡り、民族意識と政治意識を高めつつあった、林呈禄や蔡培火ら台湾人留学生と頻繁に接触した。1919年（大正9年）、蔡式穀、蔡培火らは、「台湾ニ施行スヘキ法令ニ関スル法律」（明治29年法律第63号）いわゆる六三法の撤廃を目指し「啓発会」を設立した。献堂は会長に推された。この「啓発会」の下に「六三法撤廃期成同盟」が組織されたが、積極的活動をすることなく解散した。翌1920年（大正10年）には、「啓発会」解散後に新たな民族運動組織の必要性を感じていた林呈禄は、東京にて「新民会」を結成した。献堂は会長に就任した。献堂は、当初六三法撤廃に運動の力点を置いたが、「新民会」の中で、林呈禄の主張するように、台湾の自主性と自治を求める声が大きくなると、献堂は、台湾議会設置運動を起こす方針を採用した。献堂のこの方針のもと、1921年（大正10年）1月30日、日本の帝国議会に対し、「台湾議会設置請願書」が提出された。これより、1934年（昭和9年）にいたるまで15次にわたり続く、「台湾議会設置請願運動」が始まる。

### 「台湾文化協会」の設立
蔣渭水が提唱し、献堂が先頭になって青年学生を結集し、1921年（大正10年）10月17日、台北大稲埕にて、「台湾文化協会」が発足した。献堂が総理に、蔣渭水が専務理事に、林幼春等が常務理事に、それぞれ選出せられた。同会の本来の目的は、台湾人の文化啓蒙であった。同会は台湾人の民族意識向上のため1923年より『台湾民報』を創刊し、林献堂が社長に就任した。1924年（大正13年）から3年間にわたり、台中霧峰の林家の菜園を開放して、夏季学校を開き、各種科目の講習と討論会を開催している。このように献堂は、同会の活動に積極的に参加し、彼の名望により多くの資産家層も参集した。

### 「台湾議会設置請願運動」と台湾総督府の対応
台湾議会設置請願運動に対し、日本政府および台湾総督府は、同運動の当面は自治の獲得が目的であっても、究極的には台湾独立を目指すものとして警戒した。田健治郎総督は、第一回請願書が提出された直後に、献堂らに台湾議会の設置は絶対に容認できないと厳しく警告し、撤回を求めた。そして台湾議会の代わりに既設の「台湾総督府評議会」を活用し、総督府に協力的な台湾人「御用紳士」らとともに献堂を評議会員に任命した。しかし、この評議会は、「台湾総督の監督に属し、その諮問に応じ意見を開陳す」というもので、およそ台湾議会に代えられるものではなかった。総督府の懐柔にかかわらず、献堂は第二回請願に参加する。そこで、献堂の債権者たる金融機関に圧力をかけて、献堂を請願運動から離脱させた。この頃、「台湾文化協会」と「台湾議会設置請願運動」とを分離し、新たに「台湾議会期成同盟会」を作る構想があった。総督府は、「安寧秩序を乱す」ことを理由に結社を禁止し、総督府評議会員より献堂を罷免した。さらに総督府は、この動きを3月1日「治安警察法」に定める「安寧秩序を乱す」として1924年（大正13年）蔣渭水、蔡培火ら14名を起訴した（治警事件）。献堂は、蔣の家族を支援する一方、総督府による新聞封鎖の中で事件経過を「朝日新聞」に知らせ報道させた。

### 「台湾文化協会」の分裂と「台湾地方自治聯盟」
「台湾文化協会」は、やがて左右の路線対立が激しくなり、1927年（昭和2年）1月3日、同会は正式に分裂した。献堂は、左派色の強くなった文化協会を退会した。同年7月、台湾民衆党を結党した。その後の 1930年（昭和5年）8月17日、台湾の地方自治の実現を単一の目的とする台湾地方自治聯盟を結成し、顧問に就任した。しかし、これ以降献堂は、組織的民族運動から距離を置き、台湾総督らに個人的に台湾政治の改革を建議するようになった。議会設置請願運動は依然として蔡培火らとともに継続したが、台湾の民族運動が分裂状態になったため、もはやかつての勢いはなく、1934年（昭和9年）の第15次の請願運動が最後の請願になった。

### 日本統治下の台湾における台湾人政治運動の終焉と皇民化政策
1930年以降、台湾総督府当局の民族運動への取り締まりはいっそう強化され献堂への圧力も強まった。実業家の陳炘や台中で開業医をしていた日本出身の宮原武熊らと内台（内地人=日本人と台湾人）融和を目指す『東亜共栄協会』を1929年（昭和4年）に設立しているが、日本の右翼団体の圧力に抗しきれず1936年（昭和11年）に解散(pp321-322)。
同年6月には、中国大陸への旅行を終えて台湾に帰ってからの報告会の席で中国を「祖国」と呼んだため、台湾軍の意を受けた日本人右翼浪人により殴打され（「祖国事件」）、そのためしばし東京へ避難した。日本の戦時体制が強まる中、台湾でも皇民化政策が実施され、献堂は、1944年（昭和19年）皇民奉公会台中支部大屯群事務長に就任する。1945年（昭和20年）4月3日には、貴族院勅選議員に任じられている。

### 実業家としての林献堂
地方名望家である林献堂は、実業家としての顔を持つ。1918年（大正8年）には、台湾電力株式会社設立委員と台湾製紙株式会社の取締役に就任している。また、1926年、台湾人の株式会社設立を金融面で支援するため、「大東信託株会社」を設立し、社長に就任した。

### 戦後
日本の敗戦後、まず安藤利吉台湾総督、諌山春樹参謀長と、台湾島内の治安維持について会談した。1946年5月、第1回台湾省参議会議員選挙に当選するが、議長選出を巡って紛糾し7月には辞した。同年7月4日、資格消滅となり貴族院議員を退任した。同年10月下旬には、台湾を訪問した蔣介石と面会している。1947年2月28日の二・二八事件の勃発に際して、台中を訪問中の厳家淦を保護した。一方で調停役をこなして、国府当局に協力したとして謝雪紅らに糾弾されもした。同年3月には、台湾宣撫のため台北に滞在中の白崇禧に呼ばれ、事件後の善後策について述べる。1948年、台湾省文献委員会の委員長（主任委員）に任命される。1949年9月、病気を理由に台湾を離れ日本に移り、委員長職を辞任した。以後、たびたびの帰台の勧めにも応じなかった。1955年（昭和30年）には、蔣介石が蔡培火らを派遣して帰台を説得したが、これに応じなかった。翌1956年（昭和31年）9月、東京杉並区久我山において肺炎のため死去した。享年76。

## 著書
- 1927年、灌園先生日記